# سیمران سیتی (اکلاهما)
سیمران سیتی(به انگلیسی: Cimarron City) شهری در ایالت اکلاهما کشور ایالات متحده آمریکا است که جمعیت آن در سرشماری سال ۲۰۱۰ میلادی، ۱۵۰ نفر بوده‌است.